# Mestni promet Maribor
Javni avtobusni potniški promet v Mestni občini Maribor izvaja Javno podjetje Marprom na 29 avtobusnih linijah na območju Mestne občine Maribor, delno v Občini Duplek, Občini Hoče - Slivnica in Občini Kungota. 
Mestni potniški promet je javna služba, ki se izvaja po vnaprej objavljenih trasah in voznih redih.

## Zgodovina javnega mestnega potniškega prometa v Mariboru
Začetki segajo v leto 1926, ko je mariborski občinski Mestni svet ustanovil podjetje Avtobusni promet Maribor (kasneje preimenovano v Certus Avtobusni promet Maribor). V začetku je imelo podjetje 3 avtobuse. Prvi avtobus je prvič peljal potnike 26. decembra 1926 na liniji Maribor - Celje. Že naslednji dan, 27. decembra 1926, pa je avtobus peljal potnike tudi iz Maribora v Dravograd. Že leta 1927 je bilo nabavljenih naslednji 9 novih avtobusov in podjetje je uvedlo javni mestni potniški promet v Mariboru. V izredno težkih pogojih dela, ko je mehanik bil tudi hkrati voznik, je podjetje kljubovalo času. Posebej težke čase je podjetje preživljalo v času energetske krize v obdobju od 1935 do 1937 ter v času druge svetovne vojne. V tistih težkih časih leta 1939 je podjetje zgradilo za tiste čase izredno moderno delavnico v Mariboru, ki je še do pred kratkim služila svojemu namenu.
Po vojni sledi novo obdobje vzpona mariborskega javnega prometa. Kako neverjetno hiter razvoj je imelo podjetje v obdobju po vojni, kažejo naslednji podatki:
- leta 1961 je bilo v avtoparku 100 avtobusov,
- leta 1976 je bilo v avtoparku 300 avtobusov ter
- leta 1986 je bilo v avtoparku v vsej zgodovini podjetja največ avtobusov - kar 475 in 1412 zaposlenih delavcev.

Leta 1986 je sicer leto, ko se je v mariborskem javnem potniškem prometu prepeljalo največ potnikov, prav tako je bilo tega leta v mestnem voznem parku največ avtobusov.
Vojna za Slovenijo in obdobje hude gospodarske krize v Mariboru je bistveno posegla v proces nadaljnjega razvoja. Število potnikov je upadlo, porasla je zasebna konkurenca, število velikih gosporskih subjektov se je v obdobju po osamosvojitvi v mestu zelo zmanjšalo, zato lahko za obdobje po osamosvojitvi rečemo, da je šlo za obdobje preživetja in obstoja avtobusne dejavnosti v Mariboru. 
Leta 1996 je bilo podjetje Certus po uspešno izpeljanem lastninskem preobikovanju v delniško družbo vpisano v sodni register. Leta 2006 se podjetje Certus skladno s smernicaim podjetja Veolia Transport, ki je Certus prevzelo, preimenuje v podjetje Veolia Transport Štajerska d. d. 
Po poteku koncesije podjetju Veolia Transport Štajerska (kasneje preimenovano v podjetje Arriva) za opravljanje javnega avtobusnega prometa v Mariboru 1. avgusta 2011, mestni avtobusni promet preide pod okrilje Mestne občine Maribor oziroma novoustanovljenega Javnega podjetja Marprom. 
Mestni zgibni avtobusi (harmonike) so v Mariboru vozili med letoma 1979 in 2008 (praviloma na linijah 1, 2, 4, 6 in 12, konec 70-tih let in v 80-tih letih pa tudi na linijah 2/1 (današnja 21), 3 ter 10) , že vseskozi pa velja, da sta najbolj obremenjeni mestni liniji št. 1 in 6. V obdobju od leta 1986 do leta 2013 je število potnikov padlo iz dobrih 25 000 000 na vsega 3 000 000 potnikov na letni ravni. Med glavne razloge za tako drastičen pad števila potnikov v javnem potniškem prometu štejemo predvsem stečaje večine večjih mariborskih podjetij, povečanje števila osebnih vozil, razvito mariborsko cestno infrastrukturo - na relaciji sever jug ima Maribor, ki šteje približno 100 000 prebivalcev, trenutno kar štiri štiripasovnice ter prav tako štiri štiripasovne mostove, od tega enega dvoetažnega, prav tako mesto kot edino v Sloveniji premore štiripasovno mestno hitro cesto. Mesto je prav tako v zadnjih 20 letih pridobilo številne parkirne hiše, največja ima kar 2 600 brezplačnih parkirnih mest tik ob Titovem mostu. 
Najboljše in najfrekventnejše povezave imajo razen občanov, ki živijo v centru mesta, občani soseske Tabor, kjer avtobusne linije tečejo vzporedno po vseh cestah.
V 90-tih dvajsetega stoletja in v začetku novega tisočletja je bilo nekaj mestnih linij ukinjenih, nekaj pa jih je bilo prekategoriziranih iz mestnih v medkrajevne linije. 

## Mestni promet v Mariboru danes
Shema mestnih linij v Mariboru je zelo razvejana. Večina linij obratuje vse dni v letu z intervali na 10 - 60 minut. Mestne linije v Mariboru so povečini trajne in standardne ter kontinuirano obratujejo že vrsto let, nekatere tudi že več kot 90 let. V številčnici linij manjkajo nekatere številke linij, ki so bile skozi let iz različnih razlogov ukinjene. 
Največ ljudi se vozi z linijama 1 in 6.  
Na mestnih linijah obratuje okoli 80 avtobusov. 
Mestni avtobusi so rdeče barve. V preteklosti so bili avtobusi rdeče barve tudi že v 60-tih letih, v 70-tih letih je bila večina avtobusov sivo - rjavkaste barve, v 80-tih in 90-tih letih pa rumene in oranžne barve. Od začetka tisočletja so avtobusi ponovno v rdečih barvah, skladno z uradno barvo mesta. 
Za večjo privlačnost javnega prevoza v Mariboru je na avtobusih in na nekaterih avtobusnih postajališčih na voljo brezplačen dostop do Wi-Fi omrežja, mnogo avtobusnih postajališč pa je opremljenih z digitalnimi zasloni, ki napovedujejo prihode avtobusov.
Od leta 2023 so že 4 linije elektrificirane kar pomeni, da na njih vozijo izključno električni avtobusi.    

## Vozovnice in ostale informacije
Vozovnico za vožnjo z mestnim avtobusom je možno kupiti pri vozniku na avtobusu ali v predprodaji na pooblaščenih prodajnih mestih in na Glavni avtobusni postaji na Mlinski ulici 1. 
Vozovnice kupljene v predprodaji se naložijo na brezkontaktno kartico, katero uporabnik validira na terminalu ob vstopu na avtobus, iz nje pa se odšteje vozovnica, ki velja 75 minut za neomejeno prestopanje na vse linije mestnega prometa (prestopanje z vozovnico kupljeno pri vozniku ni mogoče).
Kupiti je mogoče tudi dnevne ter mesečne vozovnice, ki omogočajo neomejeno potovanje z mestnimi avtobusi.

## Cenik vozovnic - Mestni promet

#### Plačilo pri vozniku
- 1 vožnja* - 2,00€
- Otroci 6-14,99 leta* -  1,00€

#### Predprodaja
- 1 vožnja* - 1,30€
- 10 voženj* - 10,00€

- 10 voženj otroci 6–14,99 leta* - 4,00€

- Dnevna vozovnica za 1 osebo (neomejena) - 6,00€

- Dnevna vozovnica za 1 osebo (omejena)**** - 4,00€

#### Mesečne vozovnice
- Osnovna vozovnica - 36,00€
- Šolska za OŠ/dijake/študente - 19,20€

#### Celotni cenik
Cenik, ki obsega vse cene in informacije najdete na spodnji povezavi:
- https://www.marprom.si/ceniki-in-vozovnice/mestni-promet/

## Seznam linij mestnega prometa
G1 - Glavna linija (Če je črka G pred številko linije pomeni, da je linija ena iz med glavnih.) - Seznam in vozni redi
P9 - Povezovalna linija (Če je črka P pred številko linije pomeni, da je linija ena iz med povezovalnih.) - Seznam in vozni redi
I102 - Integrirana linija (Če je črka I pred številko linije pomeni, da je linija ena iz med integriranih.) - Seznam in vozni redi
| št.   | relacija/ime                                                                    | mestni predel | čas obratovanja          | slika linije                                     |
| ----- | ------------------------------------------------------------------------------- | --- | ------------------------ | ------------------------------------------------ |
| G1    | AP Mlinska – Titova cesta - Tezenska Dobrava                                    | Povezuje glavno avtobusno postajo s Europarkom in Tezensko Dobravo. | vse dni v letu           |                                                  |
| G2    | AP Mlinska – Ljubljanska                                                        | Povezuje glavno avtobusno postajo z osrednjim delom mesta in Lljubljansko ulico. | vse dni v letu           |                                                  |
| G3    | Mestna krožna linija                                                            | Linija krožno povezuje mestne predele Melje, Pobrežje, Tezno, Nova vas in center mesta. | vse dni v letu           | Avtobus na liniji G3 pred Prometno šolo Maribor. |
| G4    | AP Mlinska - Studenci - (Lesarska šola)                                         | Povezuje glavno avtobusno postajo z zahodnim stanovanjsko industrijskim predelom Studenci, odhode ima tudi do Lesarske šole.                                                                  | vse dni v letu           |                                                  |
| G5    | Europark - Rotovž - Študentski kampus - (Mariborski otok)                       | Nova linija, ki je začela voziti 21.08.2024. Povezuje Europark in študentski kampus. Prva linija, ki vozi po zaprtem glavnem trgu. Med poletnimi počitnicami vozi tudi do Mariborskega otoka. | ob delavnikih in sobotah |                                                  |
| G6    | AP Mlinska – Vzpenjača                                                          | Povezuje glavno avtobusno postajo s spalnima naseljema Nova vas in Radvanje, linija ima obračališče ob postaji Pohorske vzpenjače.                                                            | vse dni v letu           |                                                  |
| P7    | AP Mlinska – Kamnica - (Rošpoh, Morski jarek)                                   | Povezuje glavno avtobusno postajo s severno zahodnim predelom mesta in primestnimi naseljemi Kamnico, Rošpohom in Morskim jarkom.                                                             | vse dni v letu           |                                                  |
| P8    | AP Mlinska - Limbuš - Pekre                                                     | Povezuje glavno avtobusno postajo s Studenci, Limbušom in Pekrami. | vse dni v letu           |                                                  |
| P9    | AP Mlinska – Zrkovci - (Dogoše)                                                 | Povezuje glavno avtobusno postajo z obmesnim naseljem Zrkovci in včasih tudi z Dogošami. | delavniki in sobote      |                                                  |
| P10   | Prlek - UKC - Europark - Pobrežje - Malečnik - Metava - Grušova - Melje - Prlek | Povezuje industirjsko cono Melje, Ukc in Europark z Malečnikom, Grušovo, Metavo in delom Pobrežja.                                                                                            | vse dni v letu           |                                                  |
| P11   | AP Mlinska - Razvanje - (Botanični vrt)                                         | Povezuje glavno avtobusno postajo s Razvanjem in včasih botaničnim vrtom Univerze Maribor. | vse dni v letu           |                                                  |
| P12   | AP Mlinska - Europark - Pokopališče Dobrava - Supernova Qlandia                 | Linija povezuje Pobrežje, Brezje, Pokopališče Dobravo, Tezno, Novo Vas in Borovo Vas. Obrača se pri krožišču pri Supernovi.                                                                   | vse dni v letu           |                                                  |
| P13   | AP Mlinska – Europark - Črnogorska - (Poštni center Maribor)                    | Povezuje glavno avtobusno naselje z delom spalnega naselja Pobrežje ob Črnogorski ulici, linija ima prav tako občasne odhode v IC na Tezno do poštnega centra.                                | delavniki in sobote      |                                                  |
| P14   | Limbuš - Nova Vas - E.Leclerc                                                   | Povezuje trgovsko in industrijsko cono Ledina z delom Tabora, Nove vasi, Peker in Limbušom. Linija se bo po izgradnji želežniške postaje Ledina podaljšala do Malečnika.                      | delavniki in sobote      |                                                  |
| P15   | Bresternica – Center - Košaški dol                                              | Linija povezuje avtobusno postajo z obmestnim naseljem Bresternica na Z strani mesta ter mestnima predeloma Košaki in Počehova na S strani mesta.                                             | vse dni v letu           |                                                  |
| P16   | AP Mlinska – Brezje - (Zgornji Duplek)                                          | Linija povezuje glavno avtobusno postajo z mestnima predeloma Pobrežje in Brezje ter manjši del Občine Duplek.                                                                                | vse dni v letu           |                                                  |
| P17   | AP Mlinska - Ribniško selo                                                      | Linija povezuje zaselek Ribniško selo z avtobusno postajo. Na liniji obratuje mini avtobus.                                                                                                   | ob delavnikih            |                                                  |
| P18   | Gosposvetska - UKC – Nova vas 2 - Pekre                                         | Linija povezuje zahodni del mesta mimo centra mesta s spalni naseljem Nova vas 2 ter obmestnim naseljem Pekre.                                                                                | vse dni v letu           |                                                  |
| P19   | AP Mlinska – Dom pod gorco - Supernova                                          | Linija povezuje glavno avtobusno postajo z delom mestnega predela Studenci na Z strani mesta in Supernovo Qlandijo.                                                                           | vse dni v letu           |                                                  |
| I101  | Gaj Gorjup - Ročič Kamnica                                                      | Linija povezuje del Gaja z osnovno šolo Kamnica. Ima dva odhoda na dan. | ob delavnikih            |                                                  |
| I102  | Kamniška graba / Rošpoh-del                                                     | Linija povezuje del Rošpoha z osnovno šolo Kamnica. Ima dva odhoda na dan. | ob delavnikih            |                                                  |
| I103  | AP Mlinska - Kamnica - Gaj nad Mariborom                                        | Linija povezuje avtobusno postajo in center z Kamnico in Gajom. Ima dva odhoda na dan. | ob delavnikih            |                                                  |
| I104  | AP Mlinska - Ribniško selo                                                      | Linija povezuje avtobusno postajo z Tomšičevim drevoredom, tremi ribniki in Ribniškim selom. Ima šest odhodov na dan.                                                                         | ob delavnikih            |                                                  |
| I105  | Počehova - OŠ Franca Rozmana Staneta                                            | Povezuje Počehovo z osnovno šolo Franceta Rozmana Staneta. Ima dva odhoda na dan. | ob delavnikih            |                                                  |
| I106  | Kmečki turizem Mak - OŠ Franca Rozmana Staneta                                  | Povezuje Meljski hrib z osnovno šolo Franceta Rozmana Staneta. Ima dva odhoda na dan. | ob delavnikih            |                                                  |
| I106b | Trdinova - OŠ Franca Rozmana Staneta                                            | Povezuje Meljski dol z osnovno šolo Franceta Rozmana Staneta. Ima dva odhoda na dan. | ob delavnikih            |                                                  |
| I107  | Vodole / Hrenca - Malečnik                                                      | Povezuje Vodole in Hrenco z osnovno šolo Malečnik. Ima dva odhoda na dan. | ob delavnikih            |                                                  |
| I108  | Ruperče / Trčova - Malečnik                                                     | Povezuje Ruperče in Trčovo z osnovno šolo Malečnik. Ima štiri odhode na dan. | ob delavnikih            |                                                  |
| I109  | Pekre - Hrastje - Meranovo - OŠ Rada Robiča                                     | Povezuje Pekre, Hrastje in Meranovo z osnovno šolo Rada Robiča. Ima štiri odhode na dan. | ob delavnikih            |                                                  |

### Seznam ukinjenih prog mestnega prometa
| št.                                 | relacija                                                                                      | razlog ukinitve in čas ukinitve | slika linije                                   |
| ----------------------------------- | --------------------------------------------------------------------------------------------- | --- | ---------------------------------------------- |
| 1                                   | AP Mlinska - Tezno                                                                            | Povezovala glavno avtobusno postajo s spalnim in industrijskim predelom Tezno na JV strani mesta. (Prenova JPP Maribor, konec januarja 2025) |                                                |
| 1/1                                 | Kolodvor - Tezenska Dobrava                                                                   | združitev s progo 1 (prva polovica 80-tih let) |                                                |
| K1                                  | Maribor AP - Ptujska - Tezno - Brezje - Maribor AP                                            | Nočna linija I, ki je naredila obvoz po vzhodnem delu mestne občine Maribor. |                                                |
| 2                                   | AP Mlinska - Betnavska/Kardeljeva -(Razvanje, botanični vrt)                                  | Preimenovana v linijo P11. (Prenova JPP Maribor, konec januarja 2025) |                                                |
| 2/1                                 | Kolodvor – Ljubljanska                                                                        | preštevilčenje v št. 21 (okoli leta 2005) |                                                |
| K2                                  | Maribor AP - Vzpenjača - Pekre - Limbuš - Marles - Maribor AP                                 | Nočna linija II, ki naredi obvoz po zahodnem delu mestne občine Maribor. |                                                |
| 3                                   | Krožna linija 1                                                                               | (Prenova JPP Maribor, konec januarja 2025) | Avtobus linije 3 blizu doma upokojencev Tezno. |
| 3/1                                 | Kolodvor – Črnogorska                                                                         | preštevilčenje v št. 13 (okoli leta 2005) |                                                |
| 4                                   | AP Mlinska - (Lesarska šola) - Limbuš - (Qlandia)                                             | Povezovala je avtobusno postajo in Limbuš včasih Lesarsko šolo ter Qlandijo. (Prenova JPP Maribor, konec januarja 2025) | Avtobus linije 4 na Glavnem mostu              |
| 4/1                                 | Kolodvor – Studenci                                                                           | začasna proga zaradi gradnje zahodne obvoznice na Studencih (konec 90-tih) |                                                |
| 5                                   | Pedagoška fakulteta – Košaki - Pesnica                                                        | nerentabilnost, ukinjena 26. 12. 1996 |                                                |
| 5/1                                 | Pedagoška fakulteta – Košaški dol                                                             | podaljšanje proge 15 skozi Košaški dol (okoli leta 2005) |                                                |
| 6                                   | AP Mlinska – Vzpenjača                                                                        | Linija se je preimenovala v linijo G6. (Prenova JPP Maribor, konec januarja 2025) |                                                |
| 6/1                                 | Kolodvor – Borova vas                                                                         | večja frekvenca proge 18 in podaljšanje proge 19 do Borove vasi (okoli leta 2005) |                                                |
| 7                                   | AP Mlinska – Kamnica - (Rošpoh, Morski jarek)                                                 | Linija je bila preimenovana v linijo P7. (Prenova JPP Maribor, konec januarja 2025) |                                                |
| 7/1                                 | Melje - Kamnica                                                                               | nerentabilnost (konec 70-tih) |                                                |
| 8/1                                 | Pobrežje - Melje                                                                              | nerentabilnost (1985) |                                                |
| 8                                   | Terme Fontana                                                                                 | Linijo je zamenjala nova linija G5. (21.08.2024) | Minibus linije 8 blizu želežniške postaje.     |
| 9                                   | AP Mlinska - Zrkovci - Dogoše                                                                 | Linija preimenovana v P9. (Prenova JPP Maribor, konec januarja 2025) |                                                |
| 10                                  | Metava - Malečnik - Pobrežje - AP Mlinska - Melje - Malečnik - Metava                         | Povezovala je glavno avtobusno postajo in predel Melja s primestnima naseljema Malečnik in Metavo na SV strani mesta. (Združena z staro linijo 20 v linijo P10, konec januarja 2025)                                                                                         |                                                |
| 10/1                                | Melje– Grušova                                                                                | preštevilčenje v št. 20 (okoli leta 2005) |                                                |
| 11                                  | Kolodvor – Razvanje                                                                           | podaljšanje proge 2 do Razvanja (okoli leta 2005) |                                                |
| 11                                  | AP Mlinska – E'Leclerc                                                                        | podaljšanje proge 21 do E'Leclerca (2011) |                                                |
| 12                                  | AP Mlinska – Koroška vrata - Tabor - Tezno - Brezje - AP Mlinska (krožna linija)              | Linija je krožno povezovala mestne predele Pobrežje, Tezno, Nova vas s centrom mesta in vozila v obratni smeri, kot linija št. 3. (Prenova JPP Maribor, konec januarja 2025)                                                                                                 |                                                |
| 12/1                                | HIMO – BDC                                                                                    | nerentabilnost (okoli leta 2000) |                                                |
| 13                                  | AP Mlinska – Črnogorska - (Zagrebška cesta) - (Cona TAM)                                      | Povezovala je glavno avtobusno postajo in del spalnega naselja Pobrežje ob Črnogorski ulici, linija je imela prav tako občasne odhode v IC na Tezno, kjer je peljala po Zagrebški cesti. (Prenova JPP Maribor, konec januarja 2025)                                          |                                                |
| 13                                  | Kolodvor – Polana                                                                             | odcepitev nekdanje KS Hoče iz Mestne občine Maribor (2003) |                                                |
| 13/1                                | Kolodvor – Pohorski dvor                                                                      | odcepitev nekdanje KS Hoče iz Mestne občine Maribor (2003) |                                                |
| 14                                  | Maribor - Ruše                                                                                | prekategorizirana v medkrajevno progo (konec 70-tih let) |                                                |
| 14                                  | Bolnica – Ribniško selo                                                                       | preusmeritev proge 17 v Ribniško selo (2012) |                                                |
| 15                                  | Bresternica – Center - Košaški dol                                                            | Linija se je preimenovala v linijo P15. (Prenova JPP Maribor, konec januarja 2025) |                                                |
| 15/1                                | Melje - Bresternica                                                                           | nerentabilnost (prva polovica 80-tih let) |                                                |
| 16                                  | AP Mlinska - Zg. Duplek                                                                       | Preimenovanje linije v P16. (Prenova JPP Maribor, konec januarja 2025) |                                                |
| 17                                  | Ribniško selo – Center - Studenci                                                             | Linija je povezovala zaselek Ribniško selo na S strani mesta z naseljem Studenci. Na liniji je obratoval mini avtobus. Linija je bila skrajšana in preimenovana v I104. (Prenova JPP Maribor, konec januarja 2025)                                                           |                                                |
| 18                                  | Gosposvetska - Pekre                                                                          | Linija je povezovala zahodni del mesta mimo centra mesta s spalni naseljem Nova vas 2 ter obmestnim naseljem Pekre. Linija je bila malo spremenjena in preimenovana v linijo P18. (Prenova JPP Maribor, konec januarja 2025)                                                 |                                                |
| 19                                  | AP Mlinska - Šarhova                                                                          | (Prenova JPP Maribor, konec januarja 2025) |                                                |
| 20                                  | Grušova - (Metava) - Malečnik - Melje - AP Mlinska - Pobrežje - Malečnik - (Metava) - Grušova | Linija je povezovala glavno avtobusno postajo z mestnim predelom Melje, delom mestnega predela Pobrežje, z obmestnimi naselji na SV delu mesta. (Združena z staro linijo 10 v linijo P10, konec januarja 2025)                                                               |                                                |
| 20                                  | Kolodvor – Rogoza                                                                             | odcepitev nekdanje KS Rogoza iz Mestne občine Maribor (2003) |                                                |
| 20/1                                | Kolodvor – Miklavž - Rogoza                                                                   | nerentabilnost (prva polovica 90-tih let) |                                                |
| 21                                  | AP Mlinska – Ljubljanska – (TC Merkur Tržaška cesta)                                          | Linija je povezovala glavno avtobusno postajo z osrednjim delom mesta, kjer je imela traso večinoma po Ljubljanski ulici, občasne odhode je imela tudi v industrijsko cono v J predelu mesta. (Spremenjena in preimenovana v linijo G2, Prenova JPP MB, konec januarja 2025) |                                                |
| 21                                  | Kolodvor – STTC                                                                               | nerentabilnost (sredina 90-tih let) |                                                |
| 151                                 | AP Mlinska – Koroška vrata - Bresternica - Gaj nad Mariborom                                  | Posebna linija, ki je povezovala glavno avtobusno postajo z majhnim primestnim zaselkom Gaj. Služila je večinoma za prevoz otrok. (Preimenovana v linijo I103, Prenova JPP MB, konec januarja 2025)                                                                          |                                                |
| Mostovi                             | Center - Stari most - Titov most                                                              | nerentabilnost (konec 90-tih let) |                                                |
| Maribor - Letališče Edvarda Rusjana | Maribor - Hoče - Letališče                                                                    | (okoli 2020) |                                                |